# Gestion des eaux pluviales
La gestion des eaux pluviales est le recueil et l'emploi de l'eau de pluie. Elle a beaucoup évolué depuis le début du XXIe siècle, au point d'être considérée comme une composante active de la planification urbaine.

## Evolution
La gestion des eaux pluviales était considérée, comme intégrée à l’assainissement, car la théorie hygiéniste avait considéré que l’eau pluviale comme un déchet, qui devait être acheminée le plus vite possible, le plus loin possible de la ville. Devant les dysfonctionnements hydrauliques que l’assainissement pluvial provoque, comme les inondations urbaines par débordement du réseau, ou les pollutions du milieu naturel aquatique, une réflexion a été initiée, notamment en Allemagne et aux Etats Unis, sur des façons alternatives de gérer les eaux pluviales. En outre, le fait d’éloigner les eaux pluviales de la ville serait la cause majeure des îlots de chaleur urbains,. Ainsi les techniques alternatives de gestion des eaux de ruissellement urbain en particulier les Jardins de pluie, montrant déjà une meilleure efficacité hydraulique qu’un réseau d’assainissement,, pour un coût inférieur, apporte une meilleure adaptation au changement climatique,, par une restauration des petits cycles de l’eau tels que définis par le chercheur Michal Kravčík. Ainsi une meilleure gestion des eaux pluviales se concrétise par la végétalisation de la ville, un nivellement des espaces publics et moins d’implication des réseaux de collecte. Il est donc attendu que la gestion des eaux pluvial sorte progressivement de la problématique d’assainissement.
Cette évolution a conduit en France, par la loi NOTRe à dissocier la compétence industrielle et commerciale qu’est l’Assainissement, de la compétence administrative de Gestion des eaux pluviales. Cette dernière compétence n’est localement attribuée qu’à une seule collectivité, alors que la compétence assainissement étant liée à la gestion d’un réseau peut se voir attribuer à plusieurs collectivités sur un même territoire. C’est le cas notamment en Ile de France, où la compétence assainissement est partagées entres les communes, les EPT de la MGP, les départements, le SIAAP et les autres syndicats d’assainissement présents, alors que sur le territoire de la MGP, seuls les EPT ont la compétence gestion des eaux pluviales, baptisée aujourd’hui GEPU (Gestion des eaux pluviales urbaines).

## Outils administratifs
La loi sur l’eau de 1992 a créé le Zonage d'assainissement. Aujourd’hui la compétence gestion des eaux étant distincte de la compétence assainissement, le volet pluvial du zonage d’assainissement est devenu le zonage pluvial proprement dit. La tendance est même aujourd’hui de l’intégrer au PLU. Ce texte qui permet de concrétiser la compétence "gestion des eaux pluviales" par la collectivité qui se la voient attribuée, et il permet de demander à tout propriétaire de terrain la façon de gérer les eaux de ruissellement, sous la forme d’objectifs hydrauliques. Ces objectifs peuvent être :
- la régulation du débit de fuite en cas de branchement au réseau,
- l’abattement volumique de premiers millimètres de pluie aussi en cas de branchement au réseau d’assainissement,
- la déconnexion complète du réseau.

Le zonage pluvial doit reprendre les prescriptions demandées dans les SDAGE ou les SAGE si ceux-ci en demandent.

## Niveaux de services de temps de pluie
Les documents ayant la valeur de norme La Ville et son assainissement (CERTU, 2005) et le Mémento technique (ASTEE, 2017) qui définissent la façon dont les communautés d’assainissement, et les collectivités ayant la compétence pluviale doivent opérer. En ce qui concerne les eaux pluviales, Cette norme définit quatre niveaux de service, avec des objectifs hydrauliques à la parcelle ou sur l’espace public, et la façon d’y gérer les eaux de ruissellement :

### Niveau 1: Gestion des "pluies courantes"
L’objectif est d’éviter toute inondation et pollution. La façon de gérer par des ouvrages qui peuvent être des réseaux ou des techniques alternatives dimensionnés de façon à avoir zéro pollution et zéro inondation. 

### Niveau 2: Gestion des "pluies moyennes"
L’objectif est d’éviter les inondations, avec des éventuelles pollutions du milieu naturel. Dans ce cas aussi, il est demandé de dimensionner des ouvrages pour avoir zéro inondation.

### Niveau 3: Gestion des "pluies fortes"
L’objectif est de gérer les inondations à la parcelle ou dans le domaine public de façon à assurer la protection des biens et des personnes. Il est demandé de satisfaire cet objectif en créant des zones d’inondation contrôlées par le nivellement de terrain.

### Niveau 4: Gestion des "pluies exceptionnelles"
L’objectif est aussi de gérer les inondations de façon à assurer la protection des personnes. Cet objectif doit aussi être atteint par le nivellement de surface en définissant des zones d’inondation contrôlées.

### Application
Les collectivités ayant la compétence pluviale doivent définir les pluies de référence pour chaque niveau de service. A titre d’exemples, dans la pratique les pluies choisies par les collectivités l’ayant déjà fait sont les occurrences suivantes :
- Niveau 1 : pluie de 3 à 6 mois
- Niveau 2 : pluie 10 ans
- Niveau 3 : pluie 20 à 50 ans
- Niveau 4 : pluie 100 ans